# Muzyka i miłość
Muzyka i miłość(ros. Музыкальная история, Muzykalnaja istorija) – radziecka czarno-biała komedia muzyczna z 1940 roku w reżyserii Aleksandra Iwanowskiego i Gierberta Rappaporta.

## Obsada
- Siergiej Lemieszew jako Pietia Goworkow
- Zoja Fiodorowa jako Kława Biełkina
- Nikołaj Konowałow jako Wasilij Makiedonski
- Erast Garin jako Tarakanow
- Anatolij Korolkiewicz jako Pankow
- Anna Siergiejewa jako Nastieńka